# Knick Knack
Knick Knack är en animerad kortfilm av Pixar från 1989 som släpptes för första gången i Sverige på DVD:n Hitta Nemo. Den vann en Oscar för bästa animerade kortfilm.

## Handling
Allt utspelas på en hög hylla i ett rum. En snögubbe i en liten snöglob vill gärna ut till de andra leksakerna utanför; det är dock mycket svårt att ta sig ut.

## Kuriosa
- De andra leksakerna som är utanför snögloben, har namn som Sunny Miami, alltså namn på varma platser.
- I en scenen där Hamm från Toy Story 2 snabbt klickar igenom kanalerna på TV:n, kan man ett fåtal gånger se Knick Knack och några andra kortfilmer från Pixar.
- Ifrån början var dockan från "Sunny Miami" avsevärt mer bystig. När Pixar släppte filmen igen hade hon blivit mer "barnvänlig" och passande för Disney.